# Park Narodowy Saddle Peak
Park Narodowy Saddle Peak – park narodowy położony na indyjskich wyspach Andamanach i Nikobarach. Zajmuje powierzchnię 32,54 km². Został założony w 1987 roku. Nazwa parku pochodzi on szczytu Saddle Peak. 

## Położenie

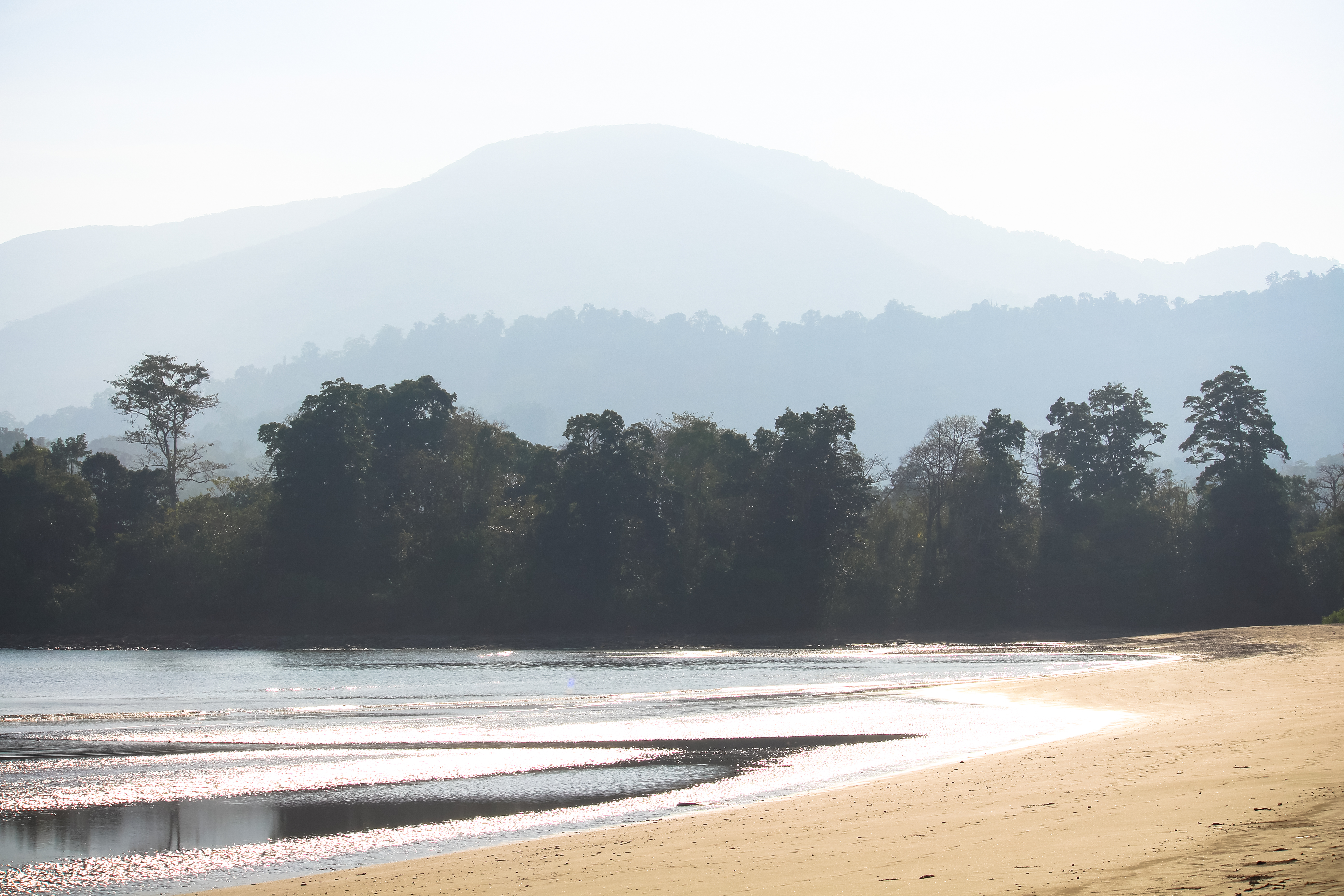
Saddle Peak – najwyższe wzniesienie parku

Park Narodowy Saddle Peak położony jest w północnej części Andamanów, politycznie należących do Indii. Obejmuje głównie wschodnią część wyspy Andaman Północny. Znajduje się w odległości około 5 km od Diglipur oraz około 300 km na północ od Port Blair. 

## Charakterystyka parku
Obszar parku jest niezamieszkany i znajduje się pod ścisłą ochroną, gdzie leśnictwo, łowiectwo, kłusownictwo czy wypas zwierząt są niedozwolone. W parku panuje oceaniczna odmiana klimatu tropikalnego – z ciepłym i wilgotnym powietrzem. Pora deszczowa trwa od czerwca do października. Jego obszar pokryty jest gęstym i bujnym wiecznie zielonym lasem deszczowym. Najwyższy szczyt parku, Saddle Peak (737 m n.p.m.), jest jednocześnie najwyższym wzniesieniem Andamanów i Nikobarów. W parku istnieje 10 trwałych strumieni oraz 132 sezonowe cieki wodne. 

## Flora
Na terenie parku spotykane są następujące gatunki roślin: Syzygium kurzii, Myristica glaucescens, Parishia insignis, Anacolosa frutescens, Dipterocarpus gracilis, Canarium manii, Dipterocarpus costatus, Dipterocarpus alatus, Dipterocarpus griffithii, Dipterocarpus turbinatus, Planchonella longipetiolatum, Hopea odorata, Endospermum malaccense, Planchonia valida, Baccaurea ramiflora, Mangifera andamanica, Myristica glaucescens, Myristica andamanica, Buchanania splendens, Canarium euphyllum, Celtis wightii, Dipterocarpus gracilis, Diospyros pyrrhocarpa, Horsfieldia irya, Lepisanthes rubiginosa, Litsea kurzii, Mangifera sylvatica, Pterygota alata, Pterocarpus dalbergoides, Pterocymbium tinctorium, Pterospermum acerifolium, Tetrameles nudiflora, Pterocarpus dalbergioides, Terminalia bialata, Terminalia manii, Parishia insignis, Diploknema butyracea, Gmelina elliptica, Albizia procera, Pterocymbium tinctorium, Sageraea elliptica, Sterculia villosa, Miliusa tectona, Semecarpus kurzii, Diospyros pyrhocarpa, Pterospermum acerifolium, Lannea coromandelica, Cratoxylum cochinchinense, Diospyros marmota oraz Euphorbia epiphylloides. 

## Fauna
W parku żyją takie gatunki zwierząt jak dzik euroazjatycki (Sus scrofa), waran paskowany (Varanus salvator) czy krokodyl różańcowy (Crocodylus porosus). Ponadto spotykane są delfiny, wieloryby oraz ptaki z rodziny Ducula, szpak białogłowy (Sturnia erythropygia), gołąb siwogłowy (Columba palumboides), kasztanówka rudogłowa (Macropygia rufipennis), rudokurka wielka (Rallina canningi) i Centropus andamanensis. 

## Turystyka
Park jest dostępny dla turystów. Wytyczony został 8-kilometrowy szlak od wejścia do parku na szczyt Saddle Peak. Dla turystów dostępne są również wybrane plaże.